# Вильбуа-Марейль, Жорж де
Граф Жорж де Вильбуа-Марейль (1847—1900; фр. Georges Henri Anne Marie Victor, comte de Villebois-Mareuil) — полковник французской службы, фехт-генерал и военный писатель
.

## Биография
Жорж де Вильбуа-Марейль родился 22 марта 1847 года в городе Нанте. В двадцатилетнем возрасте окончил Сенсирскую особую военную школу.

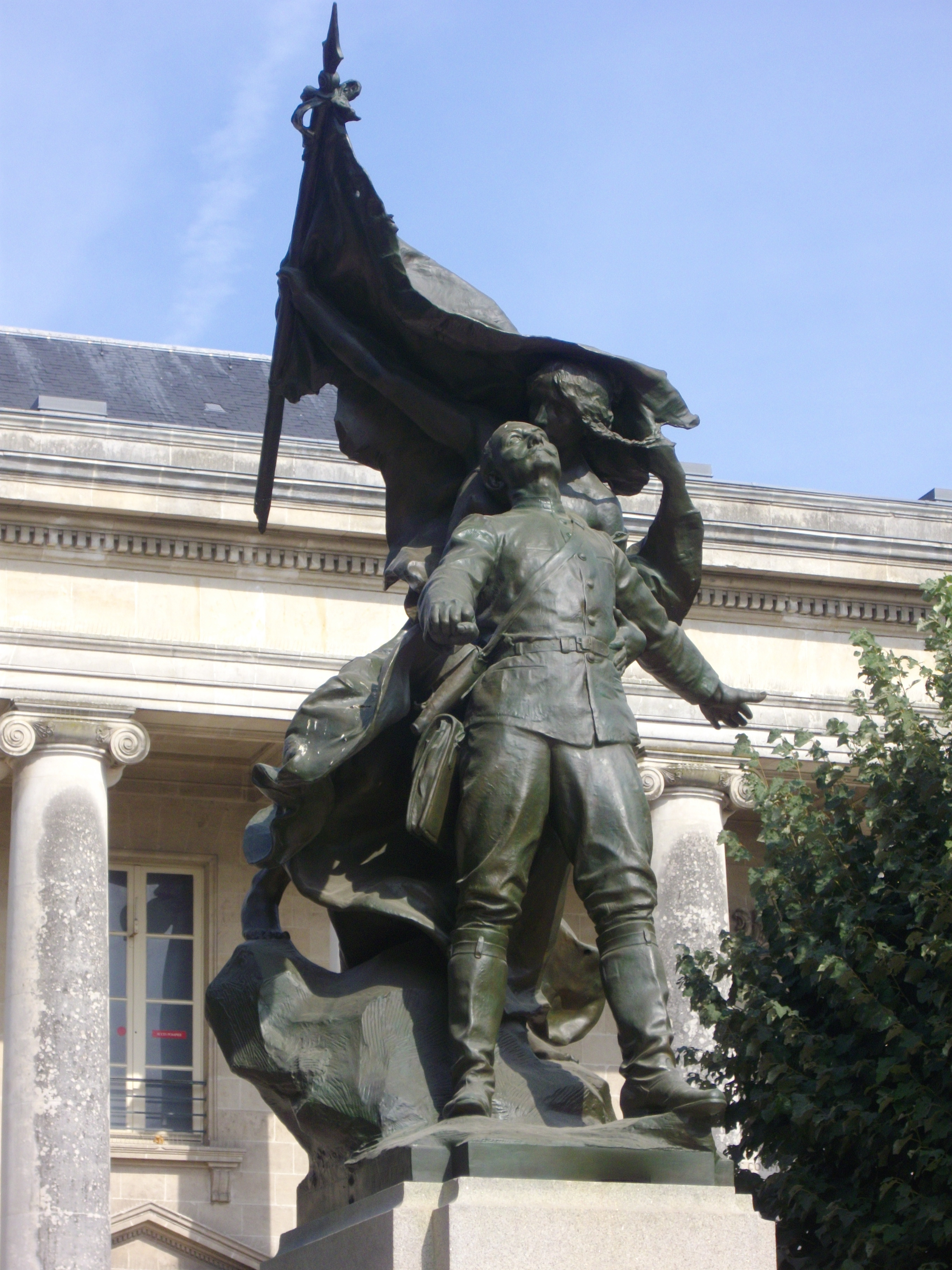
Памятник Вильбуа-Марейлю

Служил сначала в Кохинхине, затем участвовал во Франко-прусской войне 1870—71 гг.
Окончив высшую военную школу, перешел в генеральный штаб; принял участие в Тунисской экспедиции.
В 1895 году, покинув службу, посвятил себя литературной деятельности. В частности, ему принадлежит труд, посвященный Русской императорской армии: «Русская армия и её начальники».
Осенью 1899 года Вильбуа-Марейль отправился добровольцем в Южную Африку, где принял деятельное участие в военных действиях. Однако, его дарования и энергия не находили себе соответствующего применения, так как буры упорно придерживались пассивного, лишенного планомерности образа действий. Лишь после захвата британской армией Блюмфонтейна он был назначен фехт-генералом (став первым иностранцем в истории, получившим это звание; вторым его получил русский подполковник Е. Я. Максимов) и начальником европейского отряда. Однако, не дождавшись сбора всего отряда, с партией лишь в 80 человек французов и голландцев, он выступил 11 марта из Кронстадта на запад, собираясь произвести нападение на коммуникационную линию англичан южнее Кимберлея. Но проводник сбился с пути, и 25 марта у Босгофа, как только отряд стал биваком, его внезапно атаковали войска 10-й дивизии лорда Метуэна. Бой окончился полным уничтожением франко-голландских сил и смертью их командира.
В родном городе Вильбуа-Марейля на площади Place de la Bourse ему был установлен памятник работы скульптора Рауля Верле.